# Hamilton Tiger Cubs
Hamilton Tiger Cubs byl kanadský juniorský klub ledního hokeje, který sídlil v Hamiltonu v provincii Ontario. V letech 1953–1960 působil v juniorské soutěži Ontario Hockey Association (později Ontario Hockey League). Založen byl v roce 1953 po přestěhování týmu Windsor Spitfires do Hamiltonu. Zanikl v roce 1960 po přetvoření franšízy v nový tým Hamilton Red Wings. Své domácí zápasy odehrával v hale Barton Street Arena s kapacitou 4 500 diváků.
Nejznámější hráči, kteří prošli týmem, byli např.: Carl Wetzel, Murray Oliver nebo Dennis Riggin.

## Přehled ligové účasti
Zdroj: 
- 1953–1960: Ontario Hockey Association